# Der steinerne Reiter
Der steinerne Reiter è un film del 1923 scritto e diretto da Fritz Wendhausen che ha come interprete principale Rudolf Klein-Rogge. La sceneggiatura di Wendhausen si ispira a un'idea di Thea von Harbou.

## Produzione
Il film fu prodotto dalla Decla-Bioscop AG e venne girato dal maggio all'agosto 1922.

## Distribuzione
Distribuito dalla Universum Film (UFA), il film - presentato in prima all'U.T. Kurfürstendamm di Berlino il 20 gennaio 1923 - venne vietato ai minori.
Esiste ancora copia della pellicola con didascalie in inglese.